# Quaternaire structuur (nucleïnezuur)
De quaternaire structuur van een nucleïnezuur is de ruimtelijke vorm die voortkomt uit de interacties tussen afzonderlijke nucleïnezuurmoleculen of tussen nucleïnezuurmoleculen en eiwitten. Het concept is vergelijkbaar met de quaternaire structuur van eiwitten.
Net als eiwitten hebben nucleïnezuren vier niveaus van ruimtelijke organisatie: een primaire, secundaire, tertiaire en quaternaire structuur. In het algemeen verwijst de quaternaire structuur naar de driedimensionale interacties tussen meerdere subunits (subeenheden). In het geval van nucleïnezuren gaat het om de interacties tussen meerdere nucleïnezuurmoleculen of tussen nucleïnezuren en eiwitten. De quaternaire structuur van nucleïnezuur is een belangrijk aspect in de functies van DNA, RNA en genexpressie. Wanneer DNA bijvoorbeeld in chromatine wordt verpakt via interacties met histonen, zal de transcriptie van dat DNA worden geremd.

## DNA
In eukaryoten vormt het DNA in de celkern voortdurend complexen met speciale eiwitten die histonen worden genoemd. Hierdoor ontstaat een ruimtelijke organisatie van chromatinedraden: een quaternaire structuur. De quaternaire structuur van DNA beïnvloedt de toegankelijkheid van de DNA-sequentie voor de transcriptiemachinerie. Een opgerold DNA-molecuul kan minder tot expressie worden gebracht dan een losgewonden DNA-molecuul. De quaternaire DNA-structuur varieert met de tijd: oprolling en ontvouwing wordt dynamisch gereguleerd om transcriptie te coördineren. De term wordt ook gebruikt in de nanotechnologie om de hiërarchische samenstelling van kunstmatige nucleïnezuurbouwstenen te beschrijven.

## RNA
De meeste RNA-moleculen associëren zich niet met andere macromoleculen en functioneren als individuele moleculen. Symmetrische complexen van RNA-moleculen zijn zeldzaam in vergelijking met eiwitoligomeren. Het bekendste voorbeeld van RNA dat een quaternaire structuur vertoont is het ribosoom. Deze bestaat uit meerdere rRNA-ketens, ondersteund door r-eiwitten. Vergelijkbare RNA-eiwitcomplexen komen ook voor in het spliceosoom.